# Bezoziórnoie
Bezoziórnoie (en rus: Безозёрное) és un poble de l'óblast de l'Amur, a Rússia, que el 2018 tenia 409 habitants, pertany al districte de Bureiski.